# Idaea nepticulata
Idaea nepticulata là một loài bướm đêm trong họ Geometridae.